# Thomas Robert Zinkula
Thomas Robert Zinkula (Mount Vernon, 19 aprile 1957) è un arcivescovo cattolico statunitense, dal 26 luglio 2023 arcivescovo metropolita di Dubuque.

## Biografia
Thomas Robert Zinkula è nato a Mount Vernon, nell'Iowa, il 19 aprile 1957 da Robert Zinkula e Mary (nata Volz). È cresciuto nella fattoria di famiglia con gli otto fratelli.

### Formazione e ministero sacerdotale
Si è diplomato come valedictorian alla Mount Vernon High School. Era membro del coro del liceo, ha partecipato a vari musical e ha militato nella squadra di calcio scolastica. Nel 2016 è stato inserito nella Alumni Hall of Fame. È stato anche inserito nell'Athletic Hall of Fame per il calcio del Cornell College.
Nel 1979 ha conseguito il Bachelor of Arts in matematica, economia e business presso il Cornell College di Mount Vernon. Ha poi lavorato come attuario per Life Investors a Cedar Rapids. Dopo un anno si è iscritto al Collegio di giurisprudenza dell'Università dell'Iowa a Iowa City. Nel 1983 ha ottenuto il Juris Doctor. Ha esercitato la professione legale come avvocato civilista per tre anni presso lo studio legale Simmons, Perrine, Albright & Ellwood a Cedar Rapids. Ha scritto articoli ed è stato caporedattore dell'Iowa Law Review.
Entrato in seminario, ha compiuto gli studi ecclesiastici presso il Collegio teologico dell'Università Cattolica d'America a Washington concludendoli nel 1990 con il Master of Arts in teologia.
Il 26 maggio 1990 è stato ordinato presbitero per l'arcidiocesi di Dubuque nella cattedrale arcidiocesana da monsignor Daniel William Kucera. In seguito è stato vicario parrocchiale della parrocchia di San Columba a Dubuque dal 1990 al 1993 e della parrocchia di San Giuseppe Lavoratore a Dubuque dal 1993 al 1996. Nel 1996 è stato inviato in Canada per studi. Nel 1998 ha conseguito la licenza in diritto canonico presso l'Università di San Paolo a Ottawa. Tornato in patria è stato parroco della parrocchia di San Giuseppe a Rickardsville e amministratore parrocchiale delle parrocchie di San Francesco d'Assisi a Balltown e dei Santi Pietro e Paolo a Sherill dal 1998 al 2002; giudice del tribunale arcidiocesano dal 1998 al 2000; vicario giudiziale dal 2000 al 2010; parroco della parrocchia dello Spirito Santo a Dubuque dal 2005 al 2011 e parroco della parrocchia del Sacro Cuore a Dubuque dal 2007 al 2011. Ha poi trascorso un anno sabbatico a Roma. Tornato in diocesi è stato vicario episcopale per la regione di Cedar Rapids dal 2012 al 2014 e rettore del seminario "San Pio X" a Dubuque dal 2014.
È stato anche membro del consiglio di amministrazione della Clarke University a Dubuque, del consiglio presbiterale, del consiglio per il personale presbiterale, del gabinetto dell'arcivescovo, del collegio dei consultori, del consiglio pastorale arcidiocesano e di vari comitati.
Nel 2012 è stato nominato prelato d'onore di Sua Santità.

### Ministero episcopale

Stemma di monsignor Thomas Robert Zinkula come vescovo di Davenport.

Il 19 aprile 2017 papa Francesco lo ha nominato vescovo di Davenport; è succeduto a Martin John Amos, dimessosi per raggiunti limiti di età. Ha ricevuto l'ordinazione episcopale il 22 giugno successivo nella chiesa di San Giovanni Vianney a Bettendorf dall'arcivescovo metropolita di Dubuque Michael Owen Jackels, co-consacranti il vescovo emerito di Davenport Martin John Amos e l'arcivescovo emerito di Dubuque Jerome George Hanus. Durante la stessa celebrazione ha preso possesso della diocesi.
Nel gennaio del 2020 ha compiuto la visita ad limina.
Il 26 luglio 2023 papa Francesco lo ha nominato arcivescovo metropolita di Dubuque; è succeduto a Michael Owen Jackels, precedentemente dimessosi per motivi di salute. Il 18 ottobre successivo ha preso possesso dell'arcidiocesi.

## Genealogia episcopale e successione apostolica
La genealogia episcopale è:
- Cardinale Scipione Rebiba
- Cardinale Giulio Antonio Santori
- Cardinale Girolamo Bernerio, O.P.
- Arcivescovo Galeazzo Sanvitale
- Cardinale Ludovico Ludovisi
- Cardinale Luigi Caetani
- Cardinale Ulderico Carpegna
- Cardinale Paluzzo Paluzzi Altieri degli Albertoni
- Papa Benedetto XIII
- Papa Benedetto XIV
- Papa Clemente XIII
- Cardinale Enrico Benedetto Stuart
- Papa Leone XII
- Cardinale Chiarissimo Falconieri Mellini
- Cardinale Camillo Di Pietro
- Cardinale Mieczysław Halka Ledóchowski
- Cardinale Jan Maurycy Paweł Puzyna de Kosielsko
- Arcivescovo Józef Bilczewski
- Arcivescovo Bolesław Twardowski
- Arcivescovo Eugeniusz Baziak
- Papa Giovanni Paolo II
- Cardinale Justin Francis Rigali
- Arcivescovo Joseph Fred Naumann
- Arcivescovo Michael Owen Jackels
- Arcivescovo Thomas Robert Zinkula

La successione apostolica è:
- Vescovo Dennis Gerard Walsh (2024)
- Vescovo John Edward Keehner (2025)